# Inez Lundmark
Inez Kristina Lundmark, född 24 juli 1887 i Västra Ämterviks församling  i Värmland, död 23 oktober 1965 i Karlstad, var en svensk skådespelare och röstpedagog.

## Biografi
Inez Lundmark var dotter till lantbrukaren Nils Olsson Lundmark. Efter studier för Signe Hebbe och Maria Schildknecht debuterade hon 1916 vid Lorensbergsteaterns invigning som Indras dotter i Ett drömspel. Lundmark var 1917–1918 engagerad vid Folkets hus teater i Stockholm, 1918–1921 vid Intima teatern och 1921–1923 vid Helsingborgs stadsteater. Hon deltog därefter i turnéer med Riksteatern. 1925 vistades hon i Italien för språk och teaterstudier.
Lundmark var från 1925 till sin död gift med operasångaren, friherre Sten Hermelin (1896–1973). Makarna är begravda på Västra Ämterviks kyrkogård.

## Filmografi i urval
- 1924 – Grevarna på Svansta
- 1947 – Tösen från Stormyrtorpet

## Teater

### Roller
| År   | Roll                  | Produktion                                         | Regi                    | Teater                   |
| ---- | --------------------- | -------------------------------------------------- | ----------------------- | ------------------------ |
| 1918 | Syster Beatrice       | Syster Beatrice Maurice Maeterlinck                | Einar Fröberg           | Intima teatern           |
| 1919 | Damen i lila          | Ett experiment Hjalmar Bergman                     | Einar Fröberg           | Intima teatern           |
| 1919 | Andrea-Margareta      | Nöddebo prästgård Elith Reumert                    | Josua Bengtson          | Intima teatern           |
| 1919 | Kaja Fosli            | Byggmästare Solness Henrik Ibsen                   | Einar Fröberg           | Intima teatern           |
| 1919 | Elmira Wynn           | En gammal ungkarls moral William J. Locke          | Albert Ståhl            | Intima teatern           |
| 1919 | Sophie                | Nej, vaudeville Johan Ludvig Heiberg               | Josua Bengtson          | Intima teatern           |
| 1920 | Else Skolmästare      | Barnsölet Ludvig Holberg                           | Rune Carlsten           | Intima teatern           |
| 1920 | Isabelle de Frontenac | Aigretten Dario Niccodemi                          | Einar Fröberg           | Intima teatern           |
| 1920 | Madeleine             | För mycket kärlek Georges de Porto-Riche           | Emil Grandinson         | Intima teatern           |
| 1920 | Loulou                | Min far hade rätt Sacha Guitry                     | Einar Fröberg           | Intima teatern           |
| 1920 | Fru Vidal             | Fästningen faller Sacha Guitry                     |                         | Intima teatern           |
| 1920 | Ester Abel            | 2 X 2=5 Gustav Wied                                |                         | Intima teatern           |
| 1921 | Amanda                | Marie Arndt Elsa Bernstein                         | Rudolf Wendbladh        | Helsingborgs stadsteater |
| 1921 | Victorie              | Duvals skilsmässa Alexandre Bisson och Antony Mars | Olof Sandborg           | Helsingborgs stadsteater |
| 1921 | Ethel                 | Rena rama sanningen James H. Montgomery            | Rudolf Wendbladh        | Helsingborgs stadsteater |
| 1921 | Gerda                 | Pelikanen August Strindberg                        | Olof Molander           | Helsingborgs stadsteater |
| 1921 | Tilda                 | Min ska du bli! Ernst Fastbom                      | Robert Johnson          | Helsingborgs stadsteater |
| 1921 | Wally                 | Spanska flugan Franz Arnold och Ernst Bach         | Rudolf Wendbladh        | Helsingborgs stadsteater |
| 1922 | Lucie                 | Flickan i bilen Wilson Collison och Avery Hopwood  | Rudolf Wendbladh        | Helsingborgs stadsteater |
| 1922 | Raina                 | Hjältar George Bernard Shaw                        | Rudolf Wendbladh        | Helsingborgs stadsteater |
| 1922 | Loulou                | Min far hade rätt! Sacha Guitry                    | Rudolf Wendbladh        | Helsingborgs stadsteater |
| 1922 | Marna                 | När det unga vinet blommar Bjørnstjerne Bjørnson   | Ragnar Hyltén-Cavallius | Helsingborgs stadsteater |
| 1922 | Mrs Eynsford-Hill     | Pygmalion George Bernard Shaw                      | Ragnar Hyltén-Cavallius | Helsingborgs stadsteater |
| 1922 | Lola Almodovar        | Hotellråttan Paul Armont och Marcel Gerbidon       | Rudolf Wendbladh        | Helsingborgs stadsteater |
| 1922 | Vilma Flamm           | Den stora scenen Arthur Schnitzler                 | Rudolf Wendbladh        | Helsingborgs stadsteater |
| 1922 | Elsa                  | Sin pappas dotter Sören Gille                      | Rudolf Wendbladh        | Helsingborgs stadsteater |
| 1922 | Fru Nyberg            | Gurli Henrik Christiernsson                        | Ragnar Hyltén-Cavallius | Helsingborgs stadsteater |
| 1922 | Millicent Hannay      | Jokern H. M. Harwood                               | Rudolf Wendbladh        | Helsingborgs stadsteater |
| 1923 | Eva                   | Äkta makar Peter Egge                              | Torsten Hammarén        | Helsingborgs stadsteater |
| 1923 | Fröken Celestin       | Zoologi Ludwig Thoma                               | Torsten Hammarén        | Helsingborgs stadsteater |
| 1923 | M:lle Y               | Den starkare August Strindberg                     | Rudolf Wendbladh        | Helsingborgs stadsteater |
| 1923 | Julie                 | Fröken Julie August Strindberg                     | Rudolf Wendbladh        | Helsingborgs stadsteater |
| 1923 | Wally                 | Spanska flugan Franz Arnold och Ernst Bach         | Rudolf Wendbladh        | Helsingborgs stadsteater |
| 1937 | Fru Eynsford-Hill     | Pygmalion George Bernard Shaw                      | Yngve Nordwall          | Helsingborgs stadsteater |